# Les Dalton (film)
Les Dalton è un film del 2004 diretto da Philippe Haïm.
Commedia western francese-tedesco-spagnola ispirata ai fratelli Dalton dell'universo Lucky Luke, creati dai fumettisti Morris e René Goscinny.
Il lungometraggio, noto internazionalmente con il titolo The Daltons, ha come protagonisti Éric Judor e Ramzy Bedia, famosi comici francesi formanti duo comico Éric et Ramzy.

## Trama
I quattro fratelli Dalton vengono cacciati di casa dalla loro stessa madre, Ma Dalton, poiché quest'ultima vuole che i suoi figli, che non hanno successo come banditi, commettano un furto ad una banca. Nel tentativo di farla contenta, i quattro decidono di rapinare una banca di massima sicurezza in cui gli stessi dipendenti di essa sono addestrati nel combattimento, la Gulch City Bank. Dopo il furto, i Dalton vengono ammanettati da Lucky Luke e rinchiusi in un penitenziario di massima sicurezza nel bel mezzo del deserto.
In prigione, grazie all'aiuto di un compagno di cella messicano, i Dalton vengono a conoscenza dell'esistenza di un sombrero magico che si trova in Messico e che rende invincibile il suo possessore. I quattro fratelli decidono quindi di evadere di prigione con l'obbiettivo di impossessarsi del copricapo e rapinare la banca.
In Messico, giunti ad un villaggio locale, i Dalton riescono, con l'aiuto ed il supporto degli abitanti di esso e dopo una battaglia, a rubare il sombrero a El Tarlo, il criminale che lo possedeva, e a fuggire.
Dopo essere tornati negli Stati Uniti, i Dalton usano il sombrero a proprio vantaggio e infine si recano alla banca. Lucky Luke decide di unirsi ad essi sul posto, mentre loro organizzano il loro prossimo attacco. Quando arriva il giorno, i Dalton usano il sombrero per fare irruzione in banca, eliminare tutte le guardie e fuggire con il bottino contenuto nella cassaforte festeggiando orgogliosi. Dopo un primo duello tra Lucky Luke e Joe in cui quest'ultimo è avvantaggiato a causa del sombrero, il cowboy riesce ad avere la meglio, liberandosene e catturando definitivamente i Dalton.
Il film si conclude con i Dalton ormai imprigionati che tentano inutilmente di evadere e con Lucky Luke che si allontana, a cavallo del suo fido Jolly Jumper, durante il tramonto.

## Produzione

### Riprese
Le riprese del film - durate dal 1º marzo al 6 maggio 2004 - si sono svolte in Germania (Colonia e Nord Reno-Vestfalia) e in Spagna (Tabernas, Almería e Andalusia).

### Budget
Per la produzione dell'opera fu stimato un budget pari a $ 26.000.000

## Colonna sonora

### Tracce
Musiche di Alexandre Azaria.
1. Dalton Parade – 1:34
2. Le Coffre – 1:01
3. El Tarlo – 0:42
4. Mac Dermot – 2:00
5. La Diligence – 2:08
6. Les Echecs – 2:33
7. Arrive au village – 1:11
8. Se sei qualcuno e colpa mia (il mio nome è nessuno) – 4:44
9. Per un pugno di dollari – 1:49
10. Une journee dans l'ouest – 1:44
11. En prison – 2:03
12. Escape From Hacienda – 1:23
13. Ready To Go – 0:51
14. Les Balles – 1:05
15. News of the West – 1:06
16. La suite mexicaine – 2:24
17. Potion magique – 0:52
18. Fiere de nous ! – 0:42
19. Carmen: Hacienda – 0:43
20. Carmen: Cantina – 0:48
21. Lucky Blues – 1:51
22. Peter Gunn Theme – 3:49
23. The Big Blow Out – 2:29

## Accoglienza
Il film ha ricevuto recensioni parzialmente negative.

### Critica
| Sito            | Giudizio    |
| --------------- | ----------- |
| IMDb            | 3,2/10      |
| MUBI            | 3,2/10      |
| Movieplayer.it  | 1/5         |
| AlloCiné        | 2/7         |
| Rotten Tomatoes | 13% su 100% |

### Incassi
| Nazione    | Incasso      |
| ---------- | ------------ |
| Francia    | $ 14.282.173 |
| Germania   | $ 115.200    |
| Grecia     | $ 115.200    |
| Ungheria   | $ 112.984    |
| Polonia    | $ 60.049     |
| Portogallo | $ 104.174    |
| Spagna     | $ 912.660    |

Il film ha incassato complessivamente $ 15.823.762.

## Distribuzione

### Data d'uscita
La pellicola ha debuttato ufficialmente nelle sale cinematografiche francesi l'8 dicembre 2004. In Italia il film è inedito.
Le date di uscita internazionali sono le seguenti:
- 8 dicembre 2004 in Francia† (Les Dalton)
- 22 dicembre 2004 in Belgio
- 31 dicembre 2004 in Grecia
- 2005 in Algeria†
- 20 gennaio 2005 in Croazia
- 3 febbraio 2005 in Ungheria (Lucky Luke és a Daltonok)
- 10 febbraio 2005 in Polonia (Lucky Luke)
- 3 giugno 2005 in Kazakistan
- 1º luglio 2005 in Lettonia (Daltoni)
- 8 luglio 2005 in Spagna (Los Dalton contra Lucky Luke)
- 15 luglio 2005 in Canada (Les Dalton)
- 11 agosto 2005 in Islanda*
- 18 agosto 2005 in Portogallo (Os Irmãos Dalton)
- 21 agosto 2005 in Danimarca (Copenhagen International Film Festival)
- 25 agosto 2005 in Germania† (Die Daltons gegen Lucky Luke) e Galles (Les Dalton)
- 12 ottobre 2005 in Finlandia* (Daltonin veljekset)
- 26 ottobre 2005 in Austria†
- 15 gennaio 2007 in Messico*

Legenda:
- * - indica che il film fu distribuito esclusivamente in home video e/o trasmesso in TV.
- † - indica che il film fu distribuito nelle sale cinematografiche da un distributore differente dalla 20th Century Studios

### Titoli internazionali
Nel mondo il film è noto con i seguenti titoli:
- Os Daltons Contra Lucky Luke in Brasile
- Великолепная четвёркa in Russia
- Daltonovci: Kreténi divokého západu in Slovacchia
- Daltoni in Serbia
- Bröderna Dalton in Svezia
- Les Dalton negli Stati Uniti d'America, Italia[1], Galles e Catalogna
- Lucky Luke and the Daltons nel Regno Unito

### Distributori
Il lungometraggio è stato distribuito dalle seguenti società:
- Filmax (in Argentina)
- Cinéart
- Einhorn-Film (in Austria)
- Falcom Media Group AG (in Germania)
- Monolith Films
- Leonine (Universum) (in Germania)
- Tassili Films (in Algeria)
- Fox France (in Francia)
- 20th Century Studios (nel resto del mondo)

### DVD
In Francia il film è stato distribuito in DVD a partire dal 7 giugno 2005.

## Riconoscimenti
Il film venne nominato per il Premio Goya per miglior acconciatura e trucco.

## Curiosità
- Nel loro debutto, Jack e William sono rispettivamente il più alto e giovane e il più anziano e basso, tuttavia, in questo film, le loro età ed altezze sono invertite.
- Per la composizione della colonna sonora del film, il compositore Alexandre Azaria si ispirò alle musiche di Ritorno al futuro - Parte III (1990) e Chi ha incastrato Roger Rabbit (1988).